# Кућа породице Миловановић
Кућа породице Миловановић се налази у Београду, на територији градске општине Стари град. Подигнута је 1884. године и представља непокретно културно добро као споменик културе.
Кућа је првобитно припадала пуковнику Ђорђу Марковићу, као приземна породична кућа. Кућу је 1900. године купио адвокат Милан Миловановић, а 1927. године дозидан је спрат по пројекту архитекте Ђуре Бајаловића. Грађевина је у целини сачувао специфично стилско обележје са једва уочљивом разликом у обради фасаде на најстаријем и дограђеном делу. На фасади се налазе елементи декоративне пластике, карактеристични за епоху академизма 19. века.
Доградњом, зграда је изгубила првобитну функционалну шему, по којој је цео простор за становање и помоћне просторије био организован око централног хола, у који се улазило са покривеног трема. Кућа породице Миловановић је типичан пример градске куће-виле с краја 19. века, са лепо уређеним вртом и оградом од кованог гвожђа, какве су грађене на Дунавској падини. Својом диспозицијом на парцели оријентисана је према улицама Симиној и Добрачиној.